# 想念哥哥
是一部2016年上映的韓國劇情片，由《優雅的謊言》《今天的戀愛》的導演李翰執導，任時完与高我星主演。該片以1950年初朝鮮戰爭期間的一個兒童合唱團為背景，講述了失去所有的孩子和守護這群孩子的一位軍人在戰場上歌唱的故事。

## 演员阵容
- 任時完 饰演 韩相烈
- 高我星 饰演 朴珠美
- 李熙俊 饰演 钩子
- 李準赫 饰演 赵准赫上士
- 郑俊元 饰演 东九
- 李蕊 饰演 顺伊
- 陳俊翔 饰演 春植
- 朴修荣 饰演 朴上校
- 黄尚庆 饰演 永春浩
- 金榮在 饰演 东九的父亲
- 金允泰 饰演 春植的父亲
- 张埈辉 饰演 人民军官
- 李瑞俊（이서준）饰演 运输兵
- 朴志涓 饰演 素丹
- 金玄彬 饰演 日焕
- 洪东英 饰演 英浩
- 张大雄 饰演 熙德，合唱团成员。
- 洪圣德 饰演 韩相烈的父亲
- 孙英顺 饰演 村子里的老奶奶
- 朴度妍 饰演 满智，合唱团成员。
- 姜贤久 饰演 钩子孩子
- 李浩哲 饰演 通信兵，韩相烈小队队员。
- 咸胜敏 饰演 镇旭，韩相烈小队队员。
- 南泰勋（남태훈）饰演 卫生兵，韩相烈小队队员。
- 朴大元 饰演 士兵，韩相烈小队队员。
- 严志满 饰演 狙击手，人民军小队队员。
- 尹正勳 饰演 士兵，人民军小队队员。
- 郑守教 饰演 东九村子里的军人
- 李正贤 饰演 拿火把的人民军士兵
- 金香起 饰演 韩顺美，韩相烈的妹妹。（特别出演）

## 奖项荣誉
| 年份   | 颁奖礼           | 奖项         | 入围者       | 结果 | 参考   |
| ------ | ---------------- | ------------ | ------------ | ---- | ------ |
| 2016年 | 第18届远东电影节 | 金桑树观众奖 | 《想念哥哥》 | 獲獎 | [ 11 ] |

## 外部連結
- NAVER上《想念哥哥》的資料
- Daum上《想念哥哥》的資料

- 韩国电影数据库（KMDb）上《想念哥哥》的資料
- 互联网电影数据库（IMDb）上《想念哥哥》的资料（英文）
- 豆瓣电影上《想念哥哥》的資料 （简体中文）
- 《想念哥哥》在HanCinema的页面（英文）
- Box Office Mojo上《想念哥哥》的資料（英文）